# Волкова Юлія Олегівна
Ю́лія Олéгівна Вóлкова (рос. Юлия Олеговна Волкова; нар. 20 лютого 1985, Москва, Росія) — російська співачка, колишня солістка поп-гурту «Тату». З 2010 року займається сольною кар'єрою.

## Біографія
Народилася 20 лютого 1985 року в Москві.
Батьки — бізнесмен Олег Вікторович Волков і стилістка Лариса Вікторівна Волкова. Є старша сестра. У 7 років вступила до дитячої музичної школи № 62 по класу фортепіано. З 9 років виступала у складі дитячого вокально-інструментального ансамблю «Непосиди». Через рік до гурту «Непосиди» зараховано і Олену Катіну. У 1995 році Юлія перейшла до загальноосвітньої школи № 1113 з театральної підготовкою.
Знімалася в дитячому кіножурналі «Єралаш» (сюжети «Виручи мене» та «Манекен»).
У 1999 році, в 14 років за результатами кастингу стала учасницею музичного проекту «Тату», організованого сценаристом рекламних роликів Іваном Шаповаловим і композитором Олександром Войтинським.
За даними представників групи, у 2000 році вступила на вокальне відділення естрадно-джазового училища імені Гнесіних. У січні 2006 року ЗМІ повідомляли, що Юлія збиралася вступити до Державного університету управління на продюсерський факультет.

### Сольна кар'єра
У березні 2009 року менеджмент гурту оголосив про припинення роботи групи в повномасштабному режимі. Причиною стало те, що Юлія конфліктувала з продюсером Борисом Ренським. Відтоді Волкова почала сольну кар'єру. У червні 2011 року Юлія Волкова презентувала дві пісні з першого синглу її сольного проекту («Rage» і «Woman All The Way Down»). Вона повідомила, що ці пісні увійдуть до дебютного альбому.

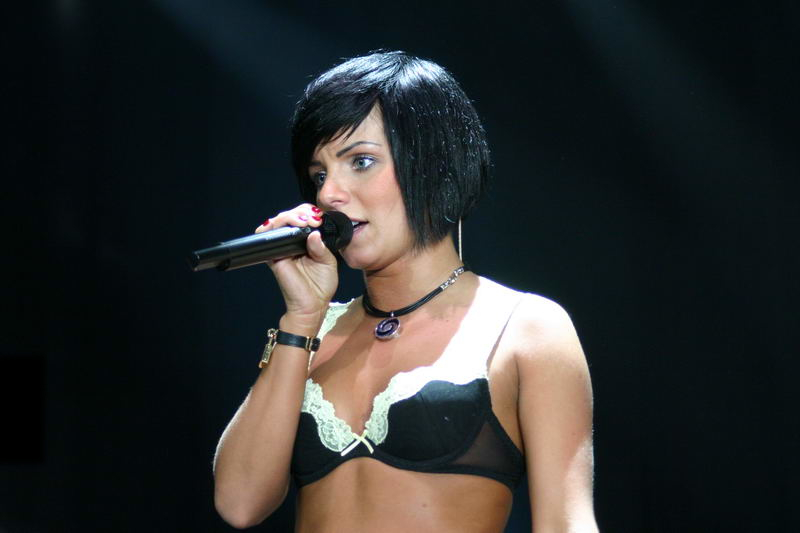
Концерт у Новосибірську в 2006 році

У 2012 році на відбірковому турі Євробачення виступила з піснею «Back to Her Future» в дуеті із співаком Дімою Біланом, посівши друге місце, поступившись «Бурановським бабусям».
Влітку 2012 року вийшов новий сингл Юлії під назвою «Didn't Wanna Do It» («Давай закрутим Землю»), авторами якого стали композитори The Euroz за участю Taj Jackson. Російський текст написала Олена Кіпер. У серпні відбулася прем'єра синглу на каналі ELLO" в YouTube. 21 серпня сингл вийшов на iTunes і Amazon.
У вересні 2012 року перенесла операцію з видалення пухлини щитовидної залози. За її словами, під час операції їй пошкодили нерв, після чого вона втратила голос і почався довгий відновлювальний процес, який триває і донині. У грудні 2012 року Юлія об'єдналася зі своєю колишньою колегою по групі «Тату» Оленою Катіною в рамках підтримки ювілейного перевидання альбому «200 km/h In the Wrong Lane (10th Anniversary Edition)».
2013 року в концертному залі «Известия Hall» відбулася 10-та ювілейна церемонія вручення премій в галузі популярної музики «Звукова доріжка», де Юлія та співак Діма Білан отримали головну нагороду в номінації «Дует року». Навесні того ж року Юлія і співак Діма Білан з синглом «Любов-сука» здобули перемогу в «OE Video Music Awards» в номінації «Best sex video».
У вересні 2013 року в Києві відбувся перший концерт t.A. T. u. за попередні 5 років. 23 листопада Юля і Лєна дали три концерти в Санкт-Петербурзі. 7 лютого 2014 року Лена і Юля виступили на відкритті XXII Зимових Олімпійських ігор в Сочі. Волкова, Катіна, Лігалайз і Майк Томпкінс записали спільний трек «Любовь в каждом мгновении». Прем'єра кліпу відбулася 7 квітня 2014 року.
У вересні 2015 року пройшли зйомки кліпу на пісню «Держи рядом». Режисером став Алан Бадоєв. Прем'єра пісні відбулася у прямому ефірі «Партійної зони» на каналі Муз-ТВ. На цьому ж каналі 30 жовтня відбулася прем'єра кліпу на пісню «Держи рядом». Цей сингл став першою сольною роботою Юлії Волкової з 2012 року. Трек «Держи рядом» став першим синглом з дебютного альбому, прем'єра якого відбулася в квітні 2016 року. У травні 2016 року презентовано сингл «Спасайте, люди, мир».
У травні 2017 року на фестивалі «Маївка Live» Юля представила свою нову пісню «Просто забыть». 1 червня пісня вийшла в iTunes.

### Політична діяльність
28 квітня 2021 року стало відомо, що співачка візьме участь у праймеріз партії «Єдина Росія» на виборах до Держдуми РФ. 

## Особисте життя

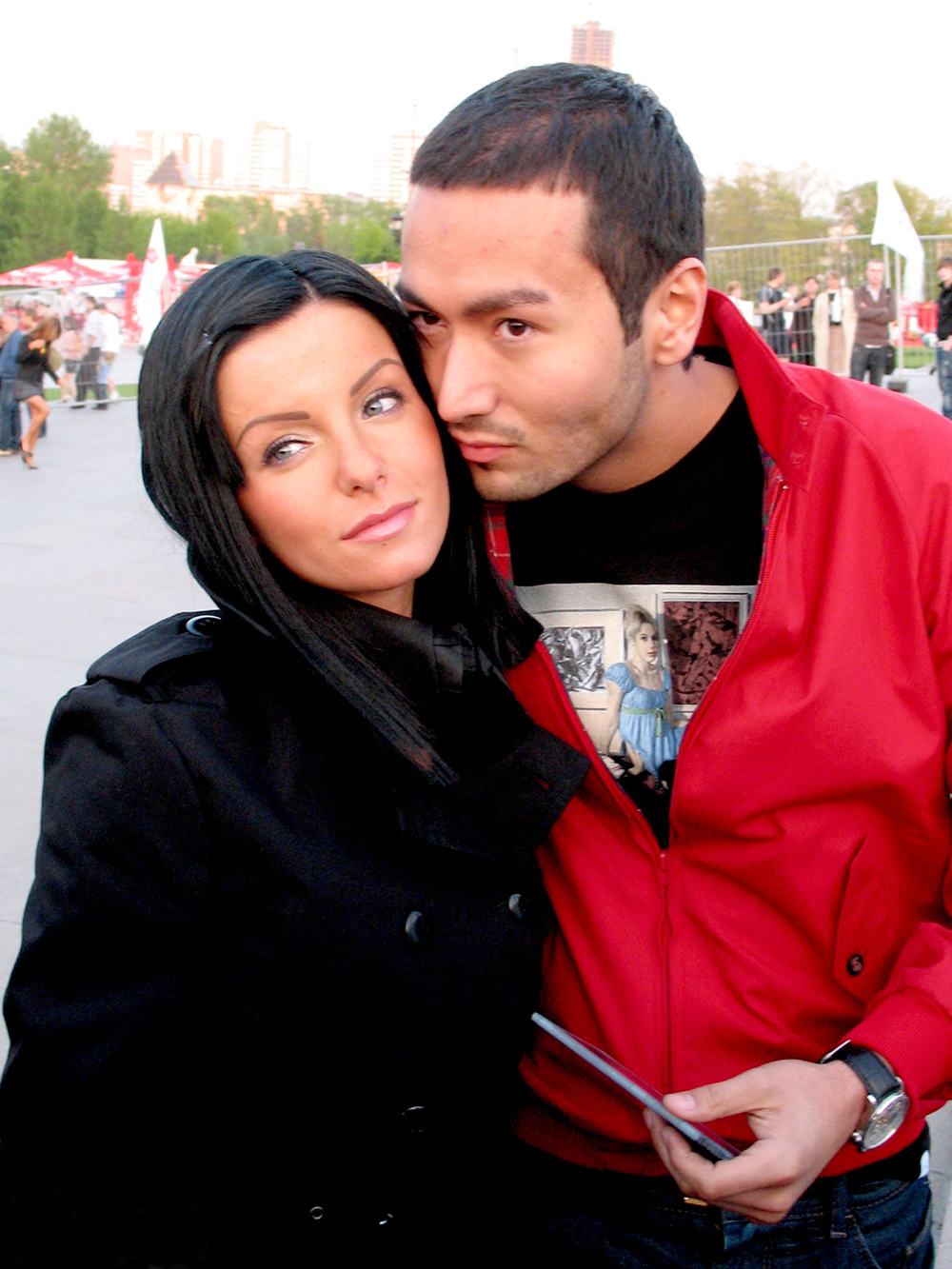
Юлія Волкова та її колишній цивільний чоловік Парвіз Ясинов у 2008 році

Доньку Вікторію (нар. 24 вересня 2004) Юлія Волкова народила в 19 років. Батьком дочки є Павло Сидоров.
У 2006 році газети оголосили про майбутнє весілля зі співаком Владом Топаловим, з яким Волкова знайома з часів участі в дитячому ансамблі «Непосиди».
У 2006 році Юлія Волкова познайомилася з сином генерального директора компанії «Мосбудмеханізація-5» Обіда Ясинова — 19-річним Парвізом Ясиновим. У 2007 році ЗМІ писали, що Волкова таємно одружилася з Парвізом в ОАЕ і прийняла іслам. Представники гурту спростовували повідомлення про шлюб і прийняття ісламу, однак сама Волкова це підтверджувала.
Син Самір (нар. 27.12.2007), від Парвіза Ясинова, який, як каже Волкова, є мусульманином. Юлія Волкова говорила, що її «завжди заворожували мечеті, спів мулли, жінки в паранджі». За її словами, вона не знає Коран напам'ять, дотримується не всіх традицій, вважає, що Бог у кожного всередині. У березні 2010 року Волкова розлучилася з Ясиновим.
У 2016 році повернулася до православ'я.
Юлія Волкова є бісексуалкою.
Станом на червень 2017 року, має 11 татуювань, одна з яких на попереку, виконана арабською в'яззю в 2003 році під час фотосесії для журналу «Maxim». Напис, як йдеться у часописі, означає «кохання» (хіям). 8 серпня 2018 року Юля Волкова одружилася.

## Сингли і чарти
| Рік  | Назва                                                                      | Альбом                        | Чарти                                  | Чарти                              | Чарти                                      | Чарти                                | Чарти                              | Чарти                            | Чарти                                 |
| Рік  | Назва                                                                      | Альбом                        | Росія і СНД (TopHit Загальний Топ-100) | Росія (TopHit Московський Топ-100) | Росія (TopHit Санкт-Петербурзький Топ-100) | Україна (TopHit Український Топ-100) | Україна (TopHit Київський Топ-100) | радіочарт за заявками TopHit 100 | Росія і СНД (TopHit Загальний річний) |
| ---- | -------------------------------------------------------------------------- | ----------------------------- | -------------------------------------- | ---------------------------------- | ------------------------------------------ | ------------------------------------ | ---------------------------------- | -------------------------------- | ------------------------------------- |
| 2011 | «All Because Of You»                                                       | TBA                           | 247                                    | -                                  | -                                          | 640                                  | -                                  | 198                              | -                                     |
| 2011 | «Сдвину мир»                                                               | TBA                           | 204                                    | -                                  | -                                          | 154                                  | 194                                | 74                               | -                                     |
| 2012 | «Любовь-сука» / «Back To Her Future» (feat. Діма Білан)                    | Дотянись (альбом Діми Білана) | 47                                     | 71                                 | -                                          | 61                                   | 214                                | 5                                | -                                     |
| 2012 | «Didn't Wanna Do It»                                                       | TBA                           | 190                                    | -                                  | -                                          | 178                                  | 165                                | 275                              | -                                     |
| 2012 | «Давай закрутим землю»                                                     | TBA                           | 198                                    | 966                                | -                                          | 446                                  | 459                                | 96                               | -                                     |
| 2014 | «Любовь в каждом мгновении» (feat. Елена Катина, Лигалайз и Mike Tompkins) | Неальбомний сингл             | 150                                    | 382                                | -                                          | 632                                  | 1105                               | 23                               | -                                     |
| 2015 | «Держи рядом»                                                              | TBA                           | 2                                      | 10                                 | 55                                         | 7                                    | 3                                  | 9                                | 3                                     |
| 2016 | «Спасите, люди, мир»                                                       | TBA                           | 187                                    | -                                  | -                                          | 271                                  | 160                                | 267                              | -                                     |
| 2017 | «Просто забыть»                                                            | TBA                           | -                                      | -                                  | -                                          | -                                    | -                                  | -                                | -                                     |

«—» пісня була відсутня в чарті

## Відеокліпи
| Рік  | Кліп                                                                       | Режисер     | Альбом |
| ---- | -------------------------------------------------------------------------- | ----------- | ------ |
| 2011 | «Сдвину мир» / «All Because Of You»                                        | Еван Уінтер | TBA    |
| 2012 | «Любовь-сука» / «Back To Her Future»                                       | Гоша Тоїдзе | TBA    |
| 2012 | «Давай закрутим землю / didn't Wanna Do It»                                | Невідомо    | TBA    |
| 2014 | «Любовь в каждом мгновении» (feat. Олена Катіна, Лігалайз і Mike Tompkins) | Олена Кіпер | TBA    |
| 2015 | «Держи рядом»                                                              | Алан Бадоєв | TBA    |

## Фільмографія
- 2011 — Ти і я — в ролі самої себе[38]
- 2013 — Zомбі канікули 3D — Наташа
- 2014 — Panelák (серіал) — в ролі самої себе
- 2014 — Близько, але далеко — купідон